# Phegopteris galeottii
Phegopteris galeottii là một loài thực vật có mạch trong họ Thelypteridaceae. Loài này được (M. Martens) Fée miêu tả khoa học đầu tiên năm 1852.